# Ghost (moteur de blog)
Pour les articles homonymes, voir Ghost.
Ghost est un moteur de blog libre et open source écrit en JavaScript et distribué sous licence MIT. Ghost est conçu pour simplifier le processus de publication en ligne par des blogueurs, médias, PMEs...

## Histoire
L'idée de Ghost a été écrite pour la première fois début novembre 2012 dans un billet de blog par le fondateur John O'Nolan, ancien responsable de l'équipe interface utilisateur de WordPress, à la suite de sa frustration face à la complexité d'utilisation de WordPress en tant que moteur de blog plutôt qu'en tant que système de gestion de contenu.
À la suite d'une demande considérable et de retours positifs de la part de la communauté,, sur le billet de blog initial, O'Nolan recrute son amie de longue date Hannah Wolfe pour l'aider à créer un premier prototype.
Le 29 avril 2013, O'Nolan publie une vidéo du prototype lors d'une campagne de financement participatif sur Kickstarter avec un objectif de 25 000 £ pour financer le développement du projet,. Le projet atteint son objectif en 11 heures et termine avec une somme totale de 196 362 £ après 29 jours de campagne,. Le projet est soutenu par des contributeurs individuels ainsi que par des entreprises souhaitant voir ce projet aboutir, notamment Seth Godin, Leo Babauta, Darren Rowse, Tucker Max, des entreprises comme WooThemes, Envato et Microsoft.
Le 19 septembre 2013, la première version nommée Kerouac, est accessible aux contributeurs de la campagne Kickstarter.
Le 14 octobre 2013, Ghost est pour la première fois accessible à tous sur GitHub en version 0.3.3, avec des corrections de bogues et des mises à jour de sécurité.

## Organisation
Le projet Ghost est géré par une organisation à but non lucratif basée au Royaume-Uni appelée Ghost Foundation, créée à la suite de la campagne Kickstarter. La fondation emploie actuellement 6 personnes à temps plein pour travailler sur le projet Ghost et son infrastructure.

## Modèle économique
Le logiciel Ghost est libre et gratuit. En plus de fournir le logiciel, la fondation offre une plateforme d'hébergement payante pour les utilisateurs qui souhaitent tenir un blog sans avoir à installer et configurer le logiciel manuellement. Pour un abonnement mensuel, les utilisateurs disposent d'un compte avec un blog Ghost entièrement géré avec des sauvegardes et des mises à jour automatiques ainsi qu'une assistance par courriel. La plateforme d'hébergement étant détenue et gérée par la fondation, tous les revenus générés par le service sont ensuite utilisés pour financer le développement du logiciel et l'infrastructure du projet.

## Plateforme
Ghost est codé avec Node.js, un moteur d’exécution JavaScript côté serveur, basé sur V8 de Google. L'interface se veut simple, et un tableau de bord d'analyse d'audience est prévu, en date de janvier 2014,,,,. La rédaction est facilitée par l'utilisation d'un écran partagé.

## Fonctionnalités principales
Ghost propose un ensemble de fonctionnalités pensées pour les créateurs de contenu, avec une interface minimaliste et des outils puissants intégrés nativement, sans dépendance à des extensions :
- Éditeur Markdown en temps réel : un éditeur à écran partagé permet de rédiger d’un côté en Markdown, tout en visualisant le rendu final en direct[26].
- Système d’abonnement et de contenu premium : Ghost intègre la gestion des membres, des newsletters et des contenus réservés aux abonnés payants, avec paiement sécurisé via Stripe.
- Fonctionnalités SEO intégrées : métadonnées, balisage sémantique, canonicals, balises Open Graph et Twitter Cards sont gérés automatiquement.
- Thèmes personnalisables : le système de templates repose sur Handlebars.js et permet de modifier facilement l’apparence du site ou d’ajouter des fonctionnalités.
- API REST complète : Ghost expose son contenu via une API publique (Content API) et une Admin API, permettant l’intégration avec des frontends headless, des apps ou des automatisations.
- Gestion d’équipe : il est possible d’ajouter plusieurs auteurs ou éditeurs, avec des rôles et permissions spécifiques.
- Performance : optimisé pour la vitesse, Ghost est capable de gérer des charges importantes avec une consommation minimale, notamment grâce à Node.js[27].

Ghost est ainsi pensé comme un CMS « tout-en-un » pour les éditeurs modernes, notamment les blogueurs, journalistes, newsletters et créateurs de contenus numériques.

## Ghost et leFediverse
Le 22 avril 2024, Ghost CMS a commencé à intégrer le protocole ActivityPub, permettant une interaction fluide entre différentes plateformes fédérées comme Mastodon, Threads, WordPress, etc. ActivityPub est un protocole qui facilite les interactions sociales sans recourir aux algorithmes propriétaires des grandes entreprises technologiques, rendant le web plus ouvert et diversifié. En utilisant Ghost avec ActivityPub, les créateurs peuvent publier indépendamment tout en atteignant un public mondial, similaire à l'interopérabilité des emails. Ghost CMS offrira également des solutions pour le contenu premium et les abonnés payants, participant à un réseau décentralisé estimé à 170-200 millions d'utilisateurs en 2024.